# 暴力に挑む男
『暴力に挑む男』（ぼうりょくにいどむおとこ、Edge of Darkness）は1943年に公開されたアメリカ合衆国の映画。監督はルイス・マイルストン。出演者はエロール・フリンやアン・シェリダンなど。1942年の小説「The Edge of Darkness」を原作にしており、ロバート・ロッセンが脚本を、ドン・シーゲルがモンタージュを担当している。また、クレジットこそされていないが、ラオール・ウォルシュが第2班監督を担当している。

## キャスト
※括弧内は日本語吹替（初回放送1967年7月16日『日曜洋画劇場』）
- グンナー・ブロジェ：エロール・フリン（御木本伸介）
- カレン・ステンスガルド：アン・シェリダン（瀬能礼子）
- マーティン・ステンスガルド：ウォルター・ヒューストン
- カーチャ：ナンシー・コールマン
- ケーニッヒ大尉：ヘルムート・ダンティン
- メジャー・ラック：ヘンリー・ブランドン
- ゲルト：ジュディス・アンダーソン
- アンナ・ステンスガード：ルース・ゴードン
- ヨハン・ステンスガルド：ジョン・ビール